# Arne Glimcher
Arnold Glimcher, plus connu sous le nom de Arne Glimcher, né le 12 mars 1938 à Duluth, dans le Minnesota, est un marchand d'art, producteur et réalisateur américain.

## Biographie
Fondateur de la Pace Gallery (en), il est connu comme l'un des plus puissants marchands d'art au monde. Il a de plus produit et réalisé quelques films, comme Les Mambo Kings ou Juste Cause.

## Filmographie

### Acteur

#### Cinéma
- 1982 : La Mort aux enchères (Still of the Night) de Robert Benton : Auction Bidder

### Producteur
- 1986 : L'Affaire Chelsea Deardon (Legal Eagles) de Ivan Reitman
- 1988 : Gorilles dans la brume (Gorillas in the Mist : The Story of Dian Fossey) de Michael Apted
- 1988 : Le Prix de la passion (The Good Mother) de Leonard Nimoy
- 1992 : Les Mambo Kings (The Mambo Kings)
- 1995 : Juste Cause (Just Cause)
- 1999 : The White River Kid
- 2008 : Picasso and Braque Go to the Movies (documentaire)
- 2013 : White Gold (documentaire)

### Réalisateur
- 1992 : Les Mambo Kings (The Mambo Kings)
- 1995 : Juste Cause (Just Cause)
- 1999 : The White River Kid
- 2008 : Picasso and Braque Go to the Movies (documentaire)